# Grand Portage State Forest
La Grand Portage State Forest est une aire protégée américaine dans le comté de Cook, au Minnesota.